# Montes (Cualedro)
Montes (llamada oficialmente Santa Baia de Montes) es una parroquia y un lugar del municipio español de Cualedro, en la provincia de Orense, Galicia.

## Toponimia
La parroquia también es conocida por el nombre de Santa Eulalia de Montes.

## Organización territorial
La parroquia está formada por tres entidades de población:
- Lamas
- Montes (Santa Baia de Montes)
- San Martiño

## Demografía

### Parroquia
| Gráfica de evolución demográfica de Montes (parroquia) entre 2000 y 2022 |
|                                                                          |
| Datos según el nomenclátor publicado por el INE.                         |

### Lugar
| Gráfica de evolución demográfica de Montes (lugar) entre 2000 y 2022 |
|                                                                      |
| Datos según el nomenclátor publicado por el INE.                     |